# Godefroi, comte d’Estrades

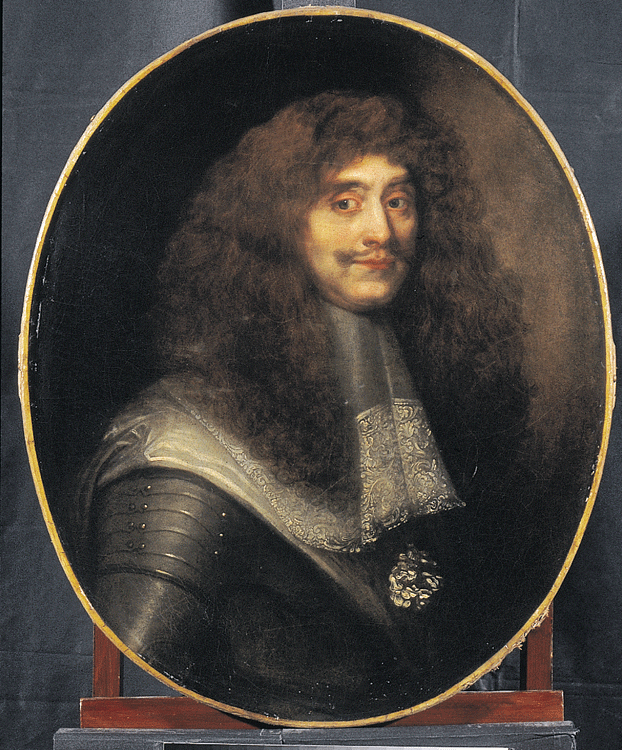
Godefroi d’Estrades

Godefroi, comte d’Estrades (* 1607 in Agen; † 26. Februar 1686 in Paris), war ein französischer Diplomat, Maréchal de France, auf Lebenszeit Bürgermeister von Bordeaux und Vizekönig von Neufrankreich.

## Leben
Er war der Sohn von François d’Estrades, Maréchal de camp unter König Henri IV., und der Bruder von Jean d’Estrades, der 1648 Bischof von Condom wurde.
Er wurde Page unter Ludwig XIII., nach den Kämpfen unter Moritz von Oranien-Nassau wurde ihm mit 19 Jahren der Ordre de Saint-Michel verliehen. In der französischen Armee unter dem Kommando von Jean Louis de Nogaret de La Valette wurde er zum Maréchal de camp befördert. Er konnte sich 1651 in Katalonien auszeichnen und erhielt wichtige Aufgaben in Deutschland, den Niederlanden, im Herzogtum Savoyen und in England übertragen.
Am 26. April 1637 heiratete er Marie de Lallier du Pin, mit der er fünf Kinder hatte.
1650 wurde er Gouverneur der Festung Dünkirchen und ersetzte den bisherigen Befehlshaber, den Maréchal de France Josias Rantzau.
Im Jahre 1653 wurde er von Kardinal Mazarin zum Lieutenant-général und zum lebenslangen Bürgermeister von Bordeaux ernannt.
Nach der Schlacht in den Dünen 1658 musste er vereinbarungsgemäß Dünkirchen an die Engländer übergeben.
1662 konnte er als Botschafter in London in Verhandlungen mit König Karl II. die Herausgabe von Dünkirchen an Ludwig XIV. erreichen.
Als der neue schwedische Botschafter in London ankam, kämpften die französische Delegation unter d’Estrades und die spanische unter Botschafter Baron de Watteville beim Empfang um den Vortritt, was letztendlich in ein Getümmel ausartete, in dem mehrere Tote und Verwundete zurückblieben (Londoner Kutschenstreit). Nachdem im Allgemeinen die Spanier als die Sieger in dieser Angelegenheit bezeichnet worden waren, rief der französische König den spanischen Gesandten in Frankreich zu sich und drohte mit einer Kriegserklärung, falls die Schuldigen nicht bestraft würden. De Watteville wurde daraufhin abberufen.

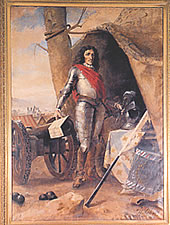
Marschall d’Estrades

Als Botschafter in den Niederlanden unterzeichnete er 1667 den Frieden von Breda mit Dänemark. Er begleitete dann Louis XIV. bei der Eroberung der Niederlande und nahm an der Belagerung von Maastricht teil. Nach der Einnahme von Lüttich 1675 wurde er zum Marschall von Frankreich ernannt.
Er war 1678 einer der Bevollmächtigten bei der Aushandlung des Friedens von Nijmegen.
- Sein ältester Sohn Louis heiratete Charlotte Thérèse de Rune, dame de Fouquesolle. Er wurde ebenfalls Gouverneur von Dünkirchen und lebenslanger Bürgermeister von Bordeaux.
- Sein anderer Sohn, Jean-François, wurde Abt in Moissac und in Notre-Dame-en-Saint-Melaine, dann Botschafter in Venedig und im Piémont.